# Eupithecia obtinens
Eupithecia obtinens es una especie de polilla de la familia Geometridae. La especie fue descrita por primera vez por Wilhelm Brandt en 1941 y se distribuye por Afganistán e Irán.